# Mustapha Sangaré
Mustapha Sangaré (Parigi, 24 dicembre 1998) è un calciatore maliano con cittadinanza francese, attaccante del Levski Sofia e della nazionale maliana.

## Carriera

### Nazionale
In possesso della cittadinanza maliana grazie alle origini del padre, ha esordito con la nazionale maliana il 24 marzo 2025, nella partita di qualificazione ai Mondiali del 2026 pareggiata per 0-0 contro la Repubblica Centrafricana.

## Statistiche

### Presenze e reti nei club
Statistiche aggiornate al 18 luglio 2025.
| Stagione            | Squadra             | Campionato          | Campionato | Campionato | Coppe nazionali | Coppe nazionali | Coppe nazionali | Coppe continentali | Coppe continentali | Coppe continentali | Altre coppe | Altre coppe | Altre coppe | Totale | Totale |
| Stagione            | Squadra             | Comp                | Pres       | Reti       | Comp            | Pres            | Reti            | Comp               | Pres               | Reti               | Comp        | Pres        | Reti        | Pres   | Reti   |
| ------------------- | ------------------- | ------------------- | ---------- | ---------- | --------------- | --------------- | --------------- | ------------------ | ------------------ | ------------------ | ----------- | ----------- | ----------- | ------ | ------ |
| 2019-2020           | RC France           | CN3                 | 7          | 1          | -               | -               | -               | -                  | -                  | -                  | -           | -           | -           | 7      | 1      |
| ago.-nov. 2020      | RC France           | CN3                 | 6          | 8          | -               | -               | -               | -                  | -                  | -                  | -           | -           | -           | 6      | 8      |
| Totale RC France    | Totale RC France    | Totale RC France    | 13         | 9          |                 | -               | -               |                    | -                  | -                  |             | -           | -           | 13     | 9      |
| nov. 2020-2021      | Amiens              | L2                  | 3          | 0          | CF              | 1               | 0               | -                  | -                  | -                  | -           | -           | -           | 4      | 0      |
| 2021-2022           | Amiens              | L2                  | 5          | 1          | CF              | 1               | 0               | -                  | -                  | -                  | -           | -           | -           | 6      | 1      |
| Totale Amiens       | Totale Amiens       | Totale Amiens       | 8          | 1          |                 | 2               | 0               |                    | -                  | -                  |             | -           | -           | 10     | 1      |
| sett. 2022-2023     | Bastia-Borgo        | CN                  | 22         | 5          | CF              | 3               | 0               | -                  | -                  | -                  | -           | -           | -           | 25     | 5      |
| 2023-2024           | Varzim              | L3                  | 28         | 5          | TP              | 1               | 0               | -                  | -                  | -                  | -           | -           | -           | 29     | 5      |
| 2024-2025           | Levski Sofia        | 1L                  | 34         | 7          | CB              | 3               | 1               | -                  | -                  | -                  | -           | -           | -           | 37     | 8      |
| 2025-2026           | Levski Sofia        | 1L                  | 0          | 0          | CB              | 0               | 0               | UEL                | 2                  | 1                  | -           | -           | -           | 2      | 1      |
| Totale Levski Sofia | Totale Levski Sofia | Totale Levski Sofia | 34         | 7          |                 | 3               | 1               |                    | 2                  | 1                  |             | -           | -           | 39     | 9      |
| Totale carriera     | Totale carriera     | Totale carriera     | 105        | 27         |                 | 9               | 1               |                    | 2                  | 1                  |             | -           | -           | 116    | 29     |

### Cronologia presenze e reti in Nazionale
| Cronologia completa delle presenze e delle reti in nazionale ― Mali | Cronologia completa delle presenze e delle reti in nazionale ― Mali | Cronologia completa delle presenze e delle reti in nazionale ― Mali | Cronologia completa delle presenze e delle reti in nazionale ― Mali | Cronologia completa delle presenze e delle reti in nazionale ― Mali | Cronologia completa delle presenze e delle reti in nazionale ― Mali | Cronologia completa delle presenze e delle reti in nazionale ― Mali | Cronologia completa delle presenze e delle reti in nazionale ― Mali |
| Data                                                                | Città                                                               | In casa                                                             | Risultato                                                           | Ospiti                                                              | Competizione                                                        | Reti                                                                | Note                                                                |
| ------------------------------------------------------------------- | ------------------------------------------------------------------- | ------------------------------------------------------------------- | ------------------------------------------------------------------- | ------------------------------------------------------------------- | ------------------------------------------------------------------- | ------------------------------------------------------------------- | ------------------------------------------------------------------- |
| 24-3-2025                                                           | Casablanca                                                          | Rep. Centrafricana                                                  | 0 – 0                                                               | Mali                                                                | Qual. Mondiali 2026                                                 | -                                                                   | 67’                                                                 |
| 5-6-2025                                                            | Orléans                                                             | RD del Congo                                                        | 1 – 0                                                               | Mali                                                                | Amichevole                                                          | -                                                                   | 63’                                                                 |
| Totale                                                              |                                                                     | Presenze                                                            | 2                                                                   |                                                                     | Reti                                                                | 0                                                                   |                                                                     |